# المجله
المجله (انگلیسی: The Majalla) یک مجلهٔ هفتگی متعلق به عربستان سعودی است که در لندن قرار دارد. این مجله به سه زبان فارسی، عربی و انگلیسی منتشر می‌شود. از سال ۱۹۸۰ تا ۲۰۰۹ هر یک‌شنبه به صورت هفتگی این مقاله چاپ می‌شد اما از آوریل ۲۰۰۹، این مجله به صورت یک مجلهٔ هفتگی تمام آنلاین درآمد.